# 小行星67235
小行星67235（67235 Fairbank）是一颗绕太阳运转的小行星，为主小行星带小行星。该小行星于2000年3月5日发现。
該小行星以美國物理學家威廉·M·費爾班克命名。

## 轨道参数
小行星67235的轨道半长轴为2.7684149 UA，离心率为0.085。